# 但泽行政区

西普魯士的行政區劃：
但澤行政區
馬林韋德行政區

但泽行政区（德語：Regierungsbezirk Danzig）是一个政府区域，位于普鲁士的普鲁士和西普鲁士省内。 地区首府是但泽（今格但斯克）。普鲁士的政府区域不是所包含的地区和城市的区域自治体，而是自上而下的政府机构，以适用联邦或州法律并监督地方自治实体，例如直辖市、农村和市区。